# Epialtus dilatatus
Epialtus dilatatus är en kräftdjursart som beskrevs av Alphonse Milne-Edwards 1878. Epialtus dilatatus ingår i släktet Epialtus och familjen Epialtidae.

## Underarter
Arten delas in i följande underarter:
- E. d. dilatatus
- E. d. elongata